# Oxalis ovalleana
Oxalis ovalleana är en harsyreväxtart som beskrevs av Rodolfo Amando Philippi. Oxalis ovalleana ingår i släktet oxalisar, och familjen harsyreväxter. Inga underarter finns listade i Catalogue of Life.